# Calophya evodiae
Calophya evodiae är en insektsart som beskrevs av Yang 1984. Calophya evodiae ingår i släktet Calophya och familjen Calophyidae. Inga underarter finns listade i Catalogue of Life.